# Tentativa de golpe de Estado em Burquina Fasso em 2023
A tentativa de golpe de Estado em Burquina Fasso de 2023 foi uma conspiração mal-sucedida ocorrida em 26 de setembro de 2023, contra o então presidente e líder da junta burkinabe Ibrahim Traoré.

## Conspiração
Em meio a rumores de descontentamento dentro do exército de Burkina Faso, Traoré mudou seu gabinete. Sekou Ouedraogo foi destituído do cargo de chefe dos Serviços Nacionais de Inteligência de Burkina Faso e Seydou Ouattara foi nomeado para o cargo. Abdoulaye Gandema foi nomeado chefe dos serviços de segurança e polícia do Estado.  Célestin Simporé foi nomeado chefe das Forças Armadas em abril de 2023.
Em 25 de Setembro de 2023, Jeune Afrique publicou um artigo sobre as crescentes tensões entre oficiais militares descontentes em Ouagadougou. Soldados e oficiais ficaram furiosos com a morte de Zanga Moumouni Traore, um comandante do VDP que foi morto enquanto lutava contra jihadistas perto de Bobo-Dioulasso por não ter equipamento suficiente. As tensões surgiram num momento em que foram ouvidos tiros esporádicos numa base militar burkinabe na cidade e perto da residência de Traoré. Como resultado, a junta burkinabe suspendeu Jeune Afrique de fazer reportagens dentro do país, chamando os artigos de "inverídicos".
Na noite de 26 de setembro, contas pró-Traoré nas redes sociais postaram mensagens encorajando os apoiadores da junta, coloquialmente conhecidos como "Guardiões da Transição", a sair e protestar em apoio a Traoré depois que surgiram rumores de um possível golpe. Protestos pró-Traoré também ocorreram nas cidades de Bobo-Dioulasso e Gaoua. A junta afirmou que uma tentativa de golpe por parte de oficiais foi frustrada pelos serviços de inteligência e segurança de Burkina Faso. A junta declarou que quatro oficiais foram presos em conexão com a tentativa de golpe e que mais dois estavam em fuga.
A junta burkinabe afirmou mais tarde que os autores do golpe foram Abdoul Aziz Aouoba, comandante das Forças Especiais Burkinabe, Tenente Coronel Boubacar Keita, diretor do Instituto Superior de Estudos de Proteção Civil, Tenente Coronel Cheikh Hamza Ouattara, comandante das forças especiais do VDP, e Christophe Maiga, vice-comandante das forças especiais do VDP. Dois outros agentes, incluindo Sekou Ouedraogo, antigo director dos Serviços Nacionais de Inteligência do Burkina Faso, que foi despedido em 13 de setembro, estariam escondidos.